# Адам ібн Ашрафхан
Адам ібн Ашрафхан (д/н — 1118) — 11-й емір Волзької Болгарії у 1076—1118 роках.

## Життєпис
Походив з династії Дуло, суварської гілки. Син еміра Ашрафхана Балука. У 1076 році скористався невдоволенням військовиків еміром Ахадом, повалив того й захопив владу.
Відомий насамперед війнами з половцями. Ймовірно, в цей час посилився рух останніх на захід. Спочатку запекло воював з джаїкськими (уральськими) половцями, яким після тривалої війни вдалося завдати поразки.
1088 року виступив проти князя Давида Святославича, захопивши Муром. В результаті останній вимушений був погодитися сплачувати данину. 1096 року уклав союз із чернігівським князем Олегом Святославичем.
У 1101—1102 роках булгари вдиралися на Муромщину, що ймовірно пов'язано з боротьбою за степову зону. 1103 року емір заснував місто Ошель, що стало важливим центром торгівлі. Того ж року за підтримки булгар мордовські вожді завдали поразки муромському князю Ярославу Святославичу. У 1107 році в боротьбі за владу над племенами мещера булгарські війська захопили та сплюндрували Суздаль.
Наприкінці панування стикнувся з наддніпрянською ордою Кай на чолі із Аєпою (відомого у булгар як Айюбай). Не маючи змоги здолати останнього емір 1117 року за порадою родичів запропонував влаштувати шлюб між донькою Боняка, брата Аєпи, й онукою (праонукою) еміра Адама. Під час весілля в Білярі хан та усі половці були вбиті.
Помер емір Адам 1118 року. Йому спадкував син Шамгун.